# Calle de San Francisco (Segovia)
La calle de San Francisco es una vía pública de la ciudad española de Segovia. Su recorrido forma parte del trazado del histórico Cordel de Santillana que conecta Segovia y el Puerto de la Fuenfría.

## Descripción
La calle, que debe su nombre a un convento ya desaparecido, nace de la plaza del Azoguejo y discurre hasta desembocar en la calle de la Muerte y la Vida. Se cruza con, entre otras vías, la del Doctor Sancho, la del Pintor Montalvo y la de las Hilanderas. Aparece descrita en Las calles de Segovia (1918) de Mariano Sáez y Romero con las siguientes palabras:

San Francisco.—Parte desde el Azoguejo y llega hasta la calle de la Muerte y la Vida. Estaba en la calle el convento de San Francisco, de donde viene su denominación, y ya desaparecido por las reformas y mejoras realizadas en la Academia Artillería. [...] En el número 19 de esta calle está la casa llamada de Reoyo, que tenía en un patio unos bajorrelieves muy curiosos, que fueron mal vendidos, desapareciendo de Segovia estos objetos artísticos. Se encuentra en esta calle la casa con fachada de piedra, conocida por la del Sello, porque allí estaba el troquel o sello que ponían a los paños fabricados en esta Ciudad para ser destinados a la exportación y venta. Más allá de San Francisco había, hasta fines del siglo XIX, la pequeña iglesia de San Benito y la capilla de la V. O. Tercera, que fueron derribadas. La calle de San Francisco es de mucho tránsito a pie y de carruajes de todas clases, por ser camino a la Estación y barrios de Santa Eulalia y del Mercado, y sus casas tienen todas tiendas, no de artículos de lujo, pero sí de los necesarios a las mayores necesidades de la vida. Aún siguen en esta calle las célebres posadas del Gallo, de Vizcaínos y otra que se nombraba Parador del Aceite, por ser donde paraban los arrieros que traían los aceites manchegos y andaluces. El largo pilón con sus caños que había adosado en la pared de la iglesia de San Francisco, ha sido substituído por una pequeña fuente de vecindad. La nueva entrada de la Academia de Artillería, con su amplia escalinata, sus jardinillos y sus garitas, adornan notablemente esta calle, que a su comienzo tiene algo de estrecha y de sombría. También tiene su entrada por esta calle la Casa de Baños, bien montada en higiene y comodidad y fundada por D. Antonio Sancho, en 1859.
(Sáez y Romero, 1918, pp. 158-159)